# 愛媛県道15号大西波止浜港線
愛媛県道15号大西波止浜港線（えひめけんどう15ごう おおにしはしはまこうせん）は、愛媛県今治市西部を南西から北東に走る県道（主要地方道）である。

## 概要

### 路線データ
- 起点：今治市大西町星浦
- 終点：今治市内堀

## 歴史
- 1993年（平成5年）5月11日 - 建設省から、県道大西波止浜港線が大西波止浜港線として主要地方道に指定される[1]。

## 路線状況

### 重複区間
- 愛媛県道163号鈍川伊予大井停車場線（今治市大西町宮脇 - 今治市大西町新町間）

### バイパス
近年、愛媛県道38号今治波方港線重複起点から国道317号までバイパスが完成･供給された。
2013年12月27日、星之浦海浜公園付近から新来島どっく付近まで（延長1.0 km）、新道が供用開始された。

## 地理

### 通過する自治体
- 今治市

### 交差する道路
- 国道196号（起点）

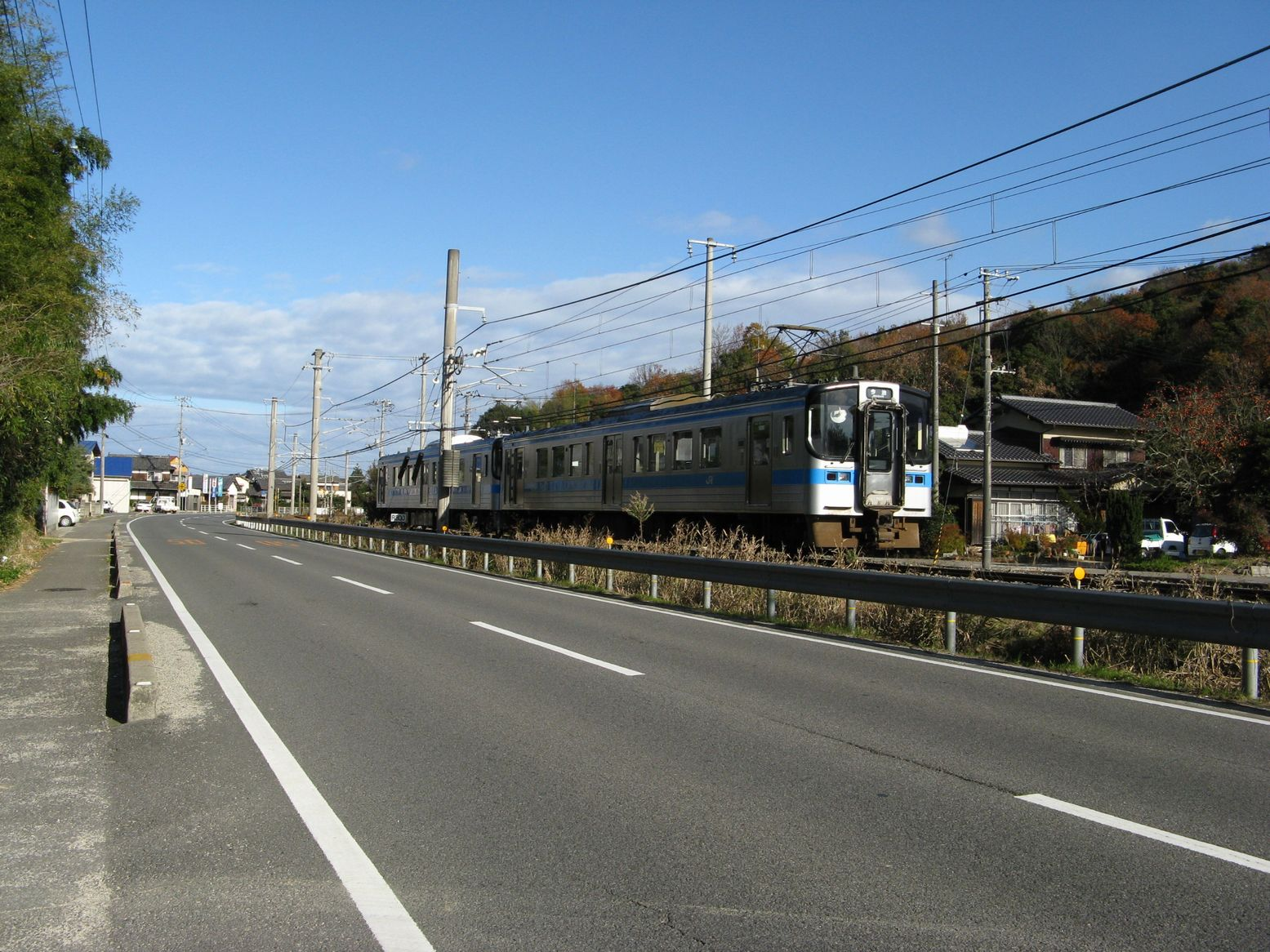
今治市大西町九王付近。右に予讃線が並行する

- 愛媛県道163号鈍川伊予大井停車場線（今治市大西町宮脇）
- 愛媛県道163号鈍川伊予大井停車場線（今治市大西町新町）
- 愛媛県道15号大西波止浜港線 バイパス（今治市大西町紺原）
- 愛媛県道166号波方環状線（今治市波方町樋口）
- 愛媛県道38号今治波方港線（今治市波方町樋口）
- 国道317号（終点）

バイパス
- 国道196号（今治市大西町脇、起点）
- 愛媛県道15号大西波止浜港線（今治市大西町紺原）

### 沿線にある施設など
鉄道駅
- 四国旅客鉄道（JR四国）予讃線
  - 大西駅（今治市大西町新町）
  - 波方駅（今治市波方町樋口）

教育施設
- 今治市立大西中学校（今治市大西町九王）
- 今治市立北郷中学校（今治市中堀）
- 今治市立大西小学校（今治市大西町大井浜）
- 今治市立波止浜小学校（今治市地堀）

公共施設
- 今治市役所波方支所（今治市波方町波方）
- 波方図書館（今治市波方町樋口）

その他
- 新来島どっく（今治市大西町新町）